# CitizenGo
CitizenGO — международная интернет-платформа для создания онлайн-петиций. Характеризуется как ультраконсервативное или ультраправое христианское движение. Занимается лоббистской деятельностью в ряде стран мира, выступает против права на аборт, однополых браков и эвтаназии.

## История
CitizenGO была основана в 2013 году в Мадриде испанской некоммерческой ассоциацией HazteOir, которая, по словам Клементины Суханов, является ультраправой. Полное название материнской организации — исп. HazteOir Víctimas de la ideología de género, что переводится как «Заставьте себя услышать, жертвы гендерной идеологии». HazteOir утверждает в качестве своей миссии «продвижение гражданского участия в политической жизни Испании».
CitizenGO базируется в Мадриде и присутствует в 15 странах на четырёх континентах. В 2018 году она насчитывала 10 миллионов активных пользователей, то есть людей, которые в какой-то момент поддержали одну из её кампаний за право на жизнь, семью или основные права. Кампании и команда CitizenGO полностью зависят от онлайн-пожертвований активных граждан; они не получают деньги от правительства или частных компаний. По данным собственного сайта CitizenGO состоянием на январь 2023 года, количество активных пользователей превышает 17 миллионов. CitizenGO работает удаленно в большом виртуальном офисе. Платформа основывается на разветвленной международной сети из тысяч волонтеров по всему миру.
До запуска CitizenGO материнская организация, HazteOir, участвовала в создании двух платформ — «Derecho a vivir» (рус. Право на жизнь), выступающей против абортов и эвтаназии, и «MasLibres» (рус. Больше свободы), выступающей в защиту свободы вероисповедания.
Платформа CitizenGO описывает себя как «сообщество людей с активной гражданской позицией, которые совместно защищают и пропагандируют ценности человеческой жизни, семьи и свободы». Работа организации основывается «на традиционном христианском понимании подлинной свободы, прав человека и достоинства личности». Характеризует себя как ультраконсервативную и ультракатолическую организацию. Она выступает за защиту семьи, жизни и религиозной свободы.

## Руководители
CitizenGO был создан как фонд в Испании в августе 2013 г. из ассоциации HazteOir, основанной Игнасио Арсуага Рато в 2001 году. Арсуага был вдохновлен книгой "Эффект MoveOn".

С июля 2014 года по 2018 год генеральным директором CitizenGO был Альваро Зулуета.
Членом совета CitizenGo является Алексей Комов, ставленник Кремля и представитель Константина Малофеева, который является соучредителем и спонсором данной организации.

## Сотрудничество
Ряд СМИ связывают деятельность «CitizenGO» с организациями ультраправого толка, в частности с испанской ультраправой политической партией «Голос» (лат. Vox). Сообщалось, что глава HazteOir и CitizenGO Игнасио Арсуага и президент партии Vox Сантьяго Абаскаль — близкие друзья. Арсуага активно поддерживал партию у себя в твиттере, а в 2012 году (за год до основания партии) Абаскаль стал одним из лауреатов премии «HazteOir». Кроме того, бывшие члены HazteOir Гадор Джойя Верде и Франсиско Хосе Контрерас являлись депутатами «Голоса». Согласно расследованию портала «openDemocracy», Арсуага и представитель партии Vox подтвердили, что Vox и CitizenGO являются союзными организациями и поддерживают друг друга.
Помимо этого Арсуага поддерживает связь с другими ультраправыми партиями, такими как «Лига Севера» в Италии, «Фидес» в Венгрии, а также с немецкой «АдГ».
Также HazteOir и CitizenGO сотрудничают с американскими консервативным лобби. Один из партнёров организаций — Институт лидерства в США. В 2017 году CitizenGO помогла институту организовать тренинг в Европе для 140 консервативных деятелей из разных стран.
Испанские СМИ заявляли о связи HazteOir с мексиканской ультраконсервативной христианской организацией El Yunque («Наковальня»), которая предположительно действует и на территории Испании. Сами представители HazteOir неоднократно оспаривали свои связи с этой организацией и подала иск в мадридский суд, однако дело было проиграно. В 2014 году во время обсуждения доклада о нарастающем влиянии El Yunque в Испании, суд постановил, что связь между HazteOir/CitizenGO и El Yunque — установленный факт. Впоследствии представители HazteOir в суде требовали от корпорации Google удалить все упоминания связи их организации c фашистами из El Yunque, но и этот суд был проигран.

## Направления деятельности
По мнению специалистов хорватского Центра образования и консультирования женщин (CESI) CitizenGO лишь умело использует принципы партиципаторной демократии в качестве маскировки, однако на деле работает как инструмент политического влияния, собирая вокруг себя видных неоконсервативных деятелей  и выступая против права на аборт, равенства браков, вспомогательных репродуктивных технологий и полового просвещения в школах.

### Антиабортное движение
CitizenGO и HazteOir принимают участие в деятельности международной европейской организации под названием One of Us («Один из нас»), которая была основана в 2013 году  выступает против абортов и эвтаназии, а также организует уличные шествия и проводит ежегодные форумы.

### Борьба с ЛГБТ
Африканское отделение CitizenGO выступало против декриминализации гомосексуальных отношений в Кении.

## География деятельности
Штаб-квартира организации находится в Мадриде, однако CitizenGO ведёт свою деятельность в 50 странах[каких?], осуществляя кампании на 12 языках, которые включают
1. английский,
2. венгерский,
3. испанский,
4. итальянский,
5. немецкий,
6. нидерландский,
7. польский,
8. португальский,
9. словацкий,
10. русский,
11. хорватский,
12. французский.

### Россия
Российский сайт CitizenGO создан совместно с «Фондом поддержки семьи и демографии во имя святых Петра и Февронии», одним из учредителей которого был протоиерей Димитрий Смирнов.
В России координатором CitizenGO является Александра Машкова-Благих, она же выступает от лица движения.
Осенью 2019 года российский сайт участвовал в сборе подписей против законопроекта о домашнем насилии, а с резкой критикой законопроекта выступила координатор российского филиала CitizenGO — Александра Машкова-Благих.
17 ноября 2021 года на российском сайте был начат сбор подписей под петицией против законопроектов о QR-кодах. По состоянию на 25 ноября 2021 года петицию подписали 346 тысяч человек, что стало рекордом по числу подписей, собранных на этом сайте за столь небольшой срок.